# Новопавловка (Скадовский район)
Новопа́вловка (укр. Новопавлівка) — село в Каланчакской поселковой общине Скадовского района Херсонской области Украины.
Население по переписи 2001 года составляло 732 человека. Почтовый индекс — 75820. Телефонный код — 5530. Код КОАТУУ — 6523283401.

## Местный совет
75820, Херсонская обл., Каланчакский р-н, с. Новопавловка, ул. Школьная, 13.